# USS Daniel Inouye (DDG-118)
El USS Daniel Inouye (DDG-118) de la Armada de los Estados Unidos es un destructor de la clase Arleigh Burke. Fue puesta la quilla en 2018, botado en 2019 y comisionado en 2021.

## Construcción

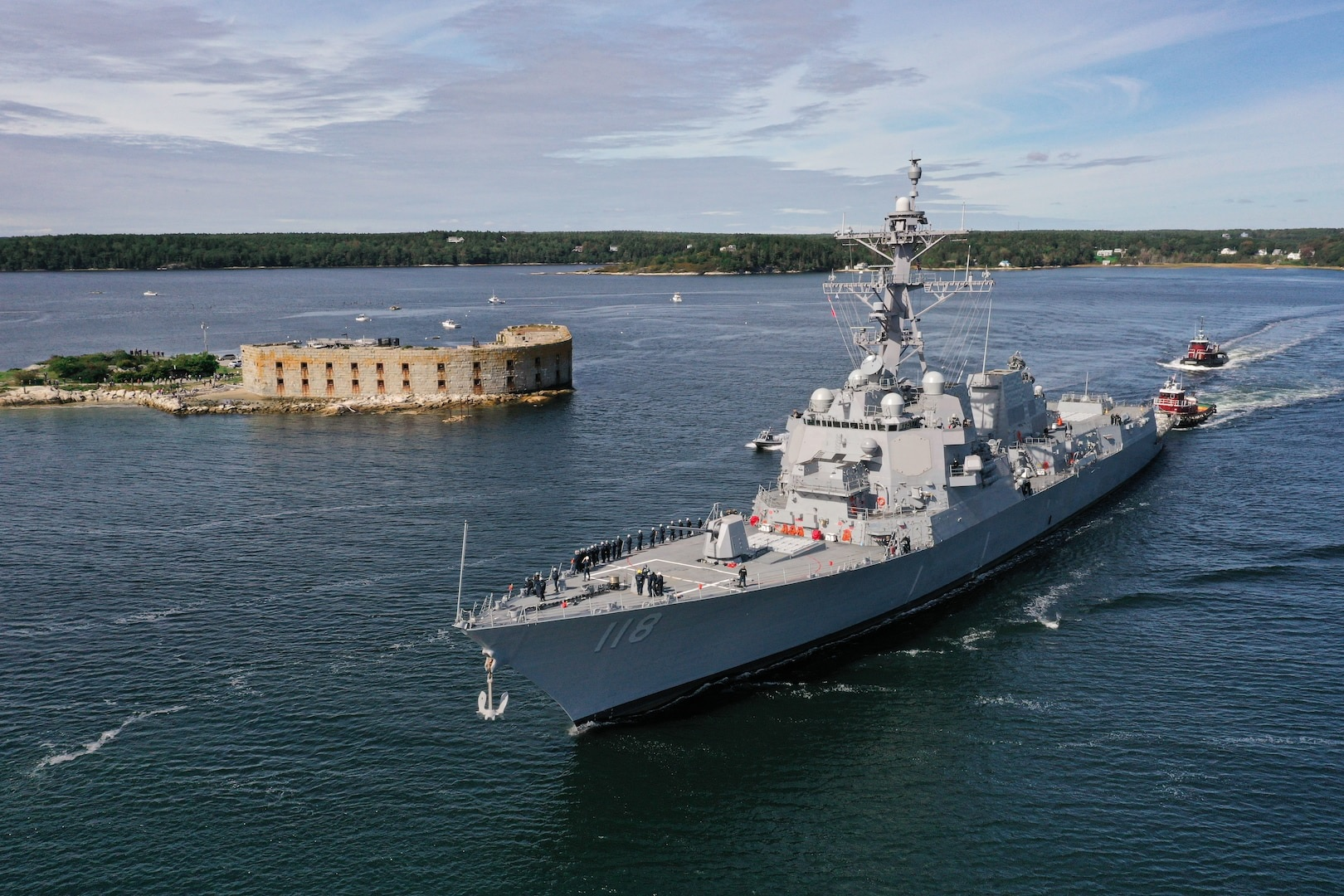
El USS Daniel Inouye (DDG-118) en el año 2021.

Fue su constructor el Bath Iron Works. Fue colocada su quilla el 20 de marzo de 2018. Su botadura fue el 26 de octubre de 2019. Fue comisionado en la base naval de Pearl Harbor el 8 de diciembre de 2021. Fue bautizado USS Daniel Inouye en honor a un senador que de joven ayudó a heridos en el ataque a Pearl Harbor y posteriormente fue soldado en la guerra.